# Dans modern
Dansul modern este unul dintre domeniile de dans străine moderne, având originea la sfârșitul anilor XIX și începutul secolelor XX în Statele Unite și Germania.